# 프레디 가르시아
프레디 안토니오 가르시아(Freddy Antonio García, 1976년 10월 6일 ~ )는 베네수엘라의 야구 선수이며 2014년 대만 프로야구 EDA 라이노스에서 뛸 당시 선발로만 11승을 기록하여 돈 어거스트에 이어 두 번째 메이저리그-대만리그(CPBL에서는 마지막 해인 1996년 14승 TML에서는 1997년 10승 1998년 19승) 모두 두자릿수 선발승을 기록한 투수가 됐다.